# Jocelerme Privert
Jocelerme Privert (Petit-Trou-de-Nippes, 1º febbraio 1953) è un politico haitiano, Presidente provvisorio della Repubblica di Haiti dal febbraio 2016 al febbraio 2017.

## Presidenza della Repubblica
Alla fine del mandato presidenziale di Michel Martelly, il 7 febbraio 2016, Privert viene eletto Presidente provvisorio dall'Assemblea Nazionale riunitasi il 14 febbraio, al secondo scrutinio. La durata del mandato era previsto di 120 giorni secondo l'accordo firmato tra l'ex Presidente Martelly e l'Assemblea Nazionale una settimana prima della sua elezione. Il 19 febbraio 2016 annuncia i nomi dei sei candidati al posto di Primo Ministro. Successivamente, il 22 marzo, dopo grandi difficoltà Enex Jean-Charles viene ratificato primo ministro, in seguito ad un accordo con il parlamento.
Nell'aprile 2016, il secondo turno delle elezioni presidenziali, viene rimandato a data da destinarsi, mentre il 6 giugno 2016 l'elezione viene ufficialmente annullata dal Consiglio Elettorale Provvisorio. Il 14 giugno 2016, il parlamento constata la fine del mandato provvisorio, dopo i 120 giorni previsti, ma nei giorni successivi non procede all'elezione di un nuovo Presidente provvisorio. Perciò il 17 giugno, in un'intervista alla AFP, Privert dichiara che rimarrà in carica finché il Parlamento si esprimerà ufficialmente sulla sua posizione.

## Vita privata
Jocelerme Privert ha conosciuto la sua futura moglie, Ginette Michaud, nel 1986. Nel 1988 si sono sposati e assieme hanno avuto tre figlie: Nandie, Fadha e Nadia.